# Grand Hotel

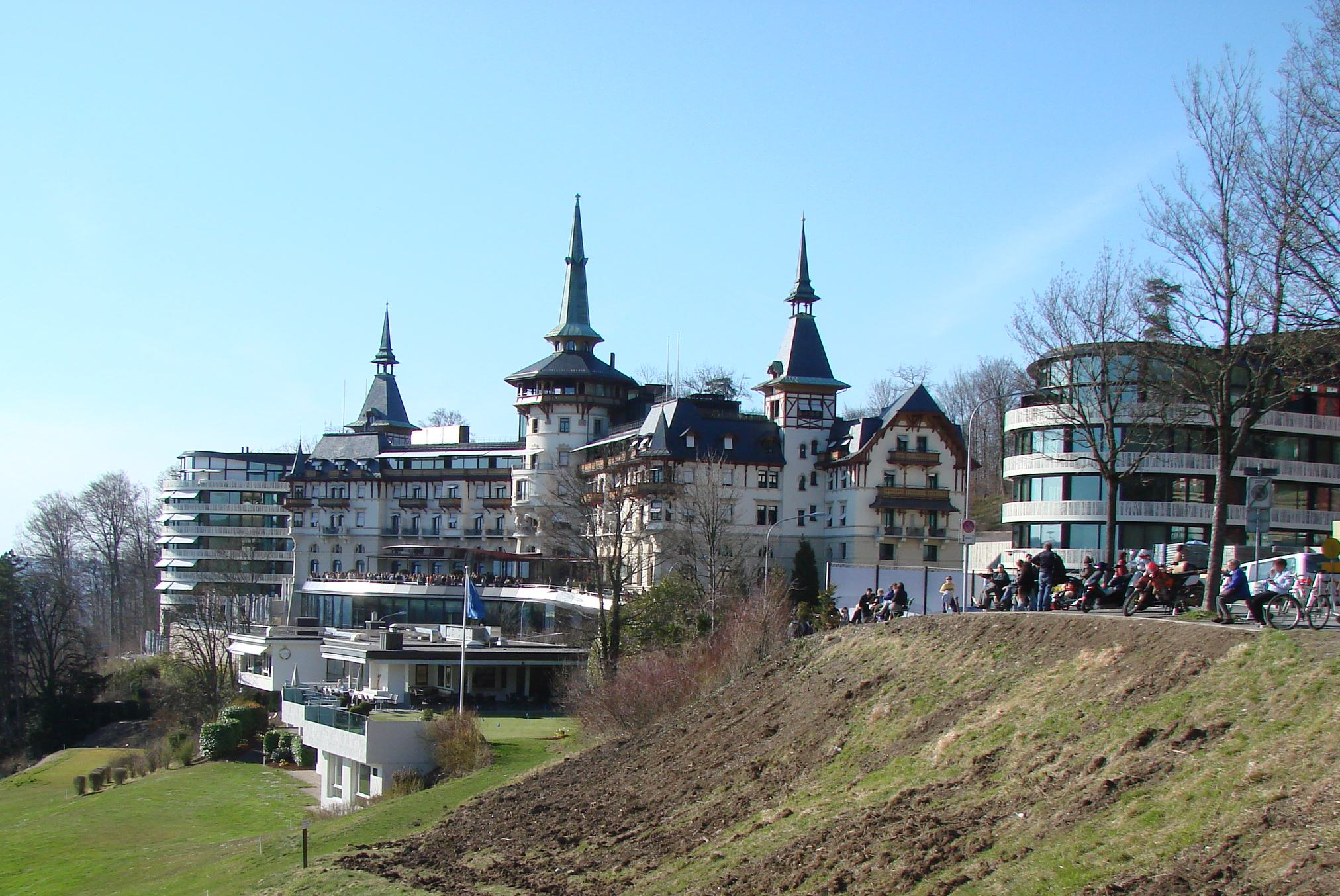
Außenansicht des Grand Hotel Dolder in Zürich

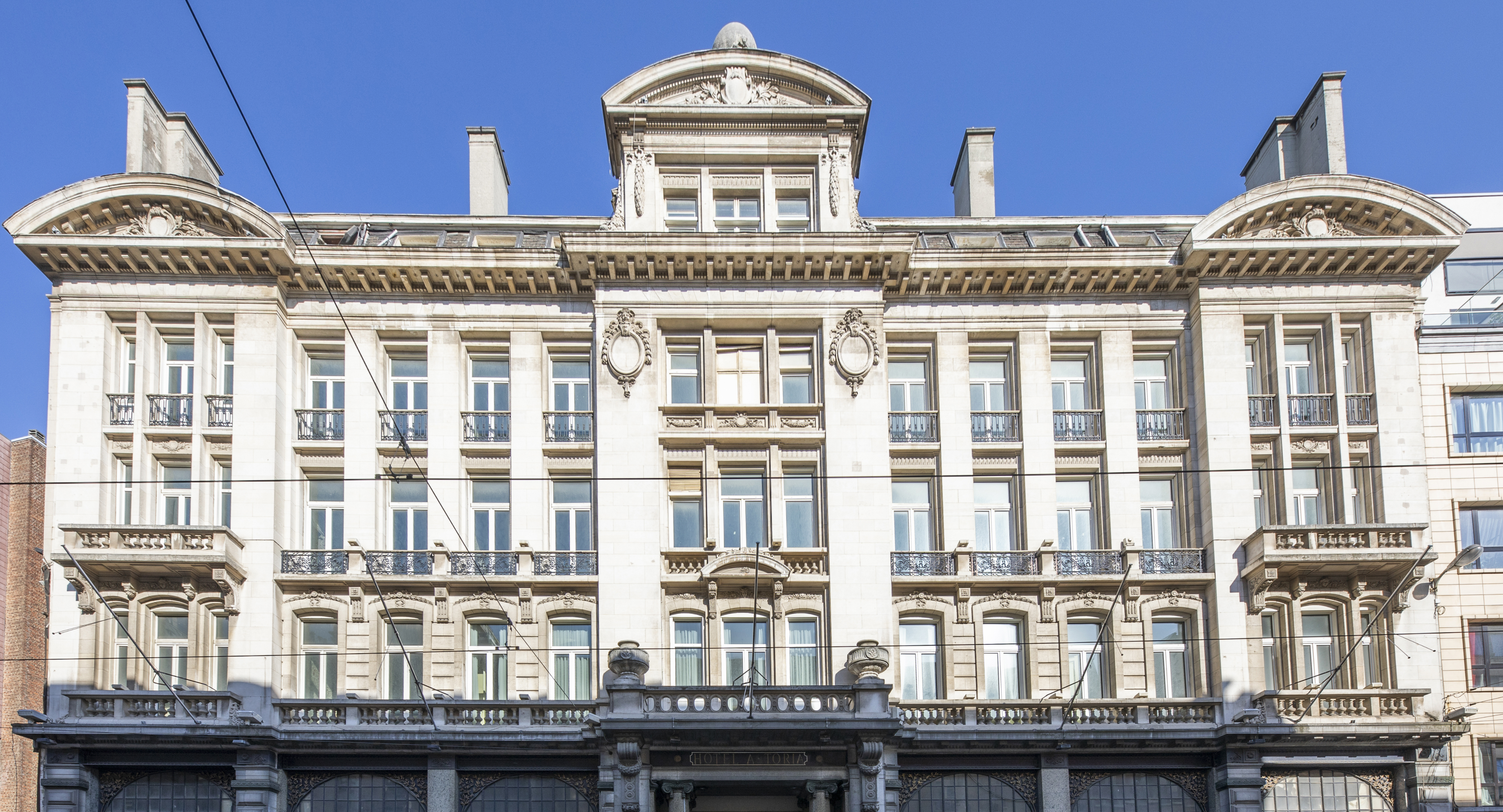
Grand Hotel Astoria, Brüssel, (Architekt Henri van Dievoet, 1909)

Ein Grand Hotel (auch Grand Hôtel oder Grandhotel, nach dem französischen grand für „groß“; umgangssprachlich auch Luxushotel) ist ein besonders luxuriöses Hotel.

## Allgemeines
International einheitliche Kriterien, die Grand Hotels erfüllen müssen, gibt es nicht. So bezeichnen sich einige Vier- und vereinzelt sogar Drei-Sterne-Hotels als Grand Hotel. An einer allgemeingültigen Definition fehlt es ebenso. Der Begriff beinhaltet sowohl Größe als auch Grandeur.
Ein Grand Hotel gilt als ein großes und sehr gut ausgestattetes Hotel, das höhere bauliche, architektonische und kulinarische Ansprüche erfüllt; es soll eine Differenzierung zu Standardhotels schaffen und seine Exklusivität (sowohl bei der Größe als auch hinsichtlich der Ausstattung) herausstellen. Im Allgemeinen sind für das Personal Englisch und Französisch neben der Landessprache obligatorisch. Es ist meist preislich und soziologisch exklusiv.

## Geschichte
Das erste Grand Hotel war wohl das Grand Hotel in Covent Garden, das am 25. Januar 1774 von David Low eröffnet wurde. Als erstes Luxushotel mit fünf Sternen gilt das im Oktober 1829 eröffnete Tremont House in Boston mit 170 Zimmern und einem Speisesaal mit französischer Küche. Im 19. Jahrhundert war ein Grand Hotel ein Hotel mit gehobenem Komfort wie fließendem Wasser und Telefon sowie einer an der europäischen Palastarchitektur orientierten Raumgestaltung und der dazugehörenden Möblierung, das sich an ein bildungsmäßig gehobenes Publikum wandte. Eine Klassifizierung nach Sternen gab es noch nicht.
In der Belle Époque um die Jahrhundertwende vom 19. zum 20. Jahrhundert entstanden sehr viele Grand Hotels – nicht nur in Metropolen, sondern auch an anderen Treffpunkten der zahlungskräftigen Gesellschaft. Dies waren vor allem Kurorte (Seebäder, Luftkurorte), zudem häufig an landschaftlich besonders reizvoller Stelle (Alpenpässe, Seeufer, Meeresküsten usw.). Im Zuge der Erschließung solcher Regionen durch den Eisenbahnbau wurde eine Reihe von Grand Hotels als Eisenbahnhotel von den damaligen meist privaten Eisenbahngesellschaften errichtet.
Um das Jahr 1900 hatte die damalige Weltkurstadt Wiesbaden die höchste Grand-Hotel-Dichte weltweit (ca. 30 bei ca. 100.000 Einwohnern).

## Beispiele von Grand Hotels

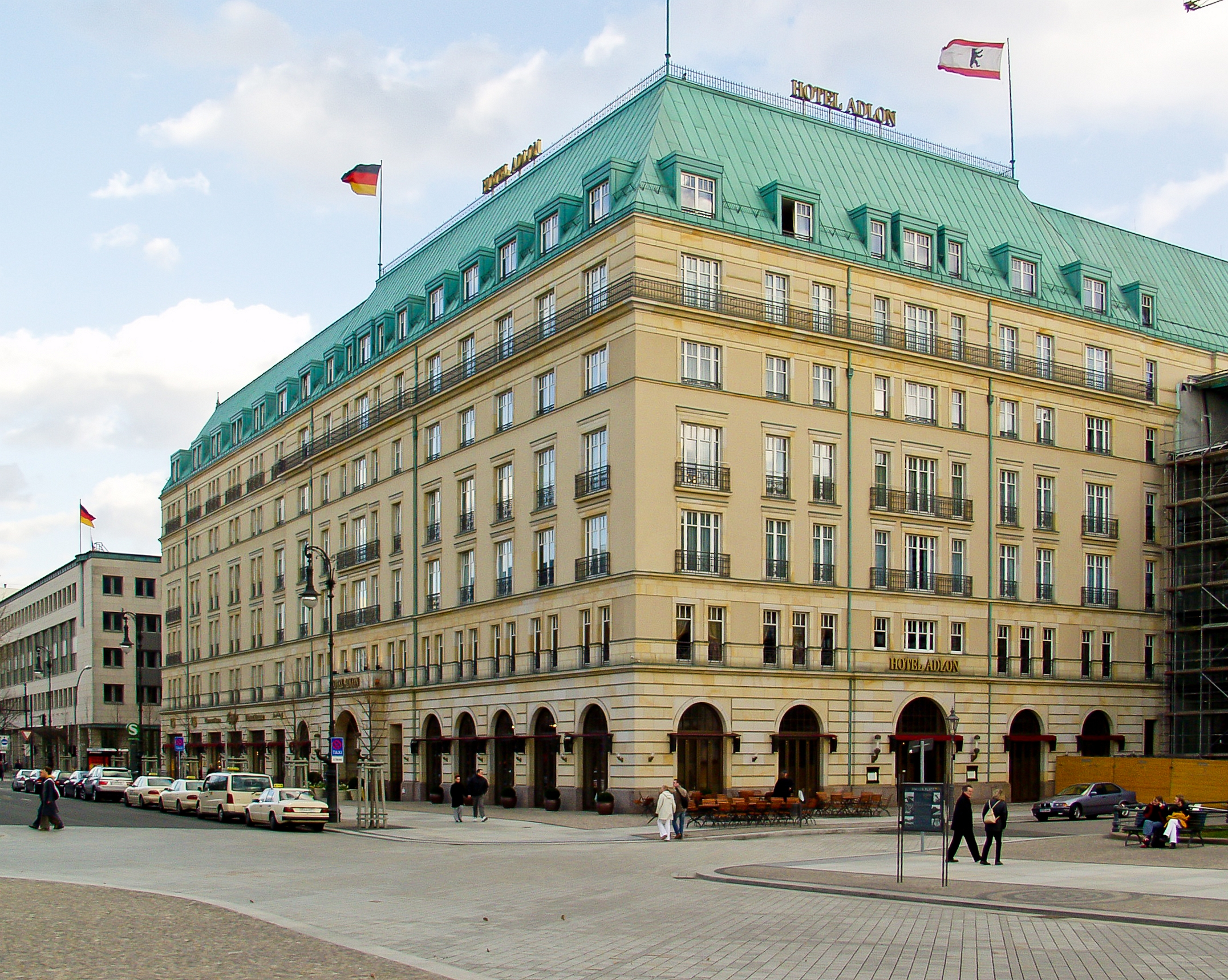
Hotel Adlon, Berlin (2004)

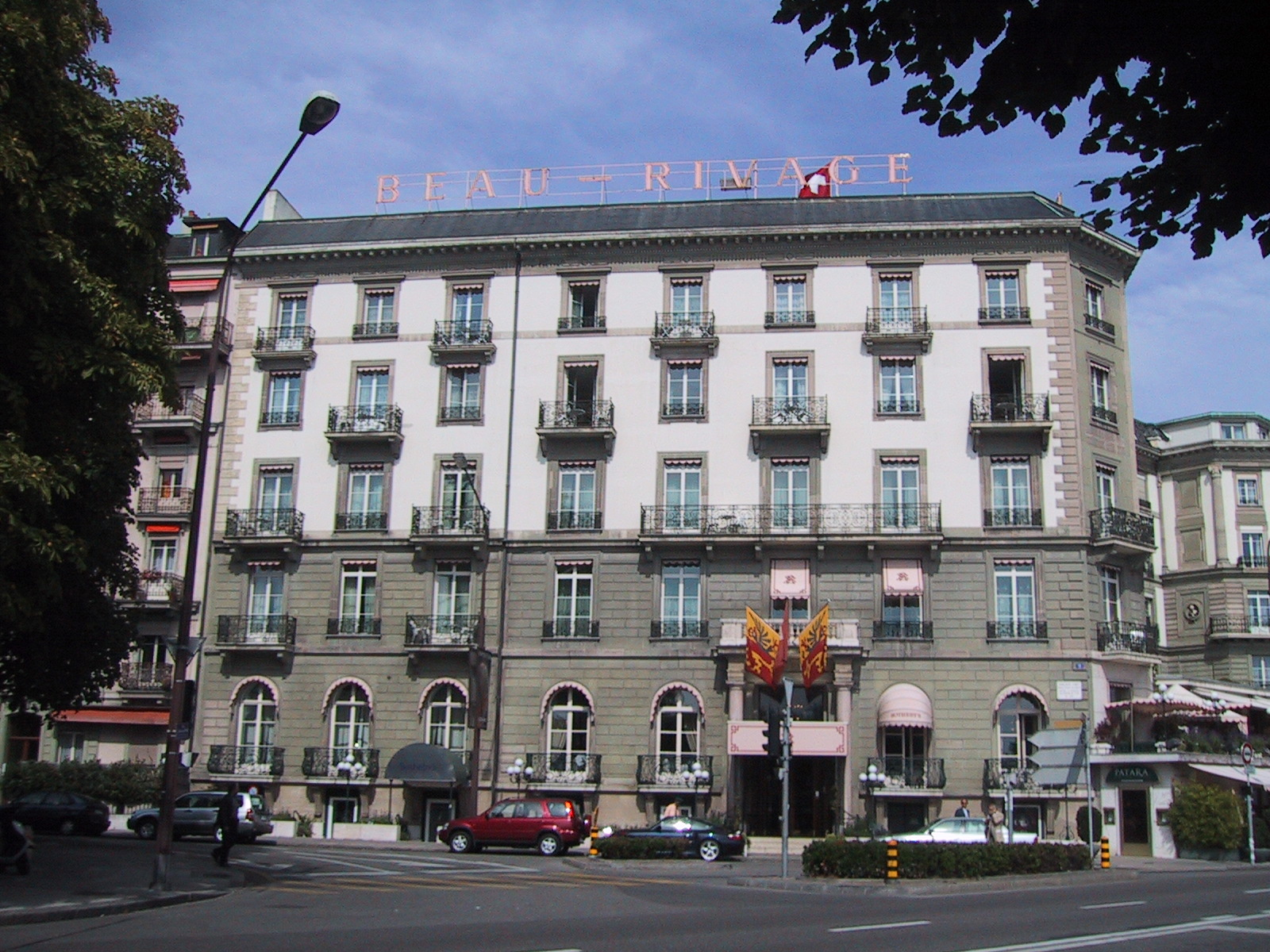
Das Beau-Rivage in Genf

In einer Panelstudie des Forbes Magazine aus dem Jahr 2008 wurde aus knapp 800 Vorschlägen aus verschiedenen Quellen die Rangliste Forbes Traveler 400 erstellt, die zu den besten Hotels weltweit gehören sollen.
Exemplarisch für die Klasse der „Grand Hotels“ sind unter anderem die in Deutschland, Österreich und der Schweiz ansässigen oder ehemals bekannten Hotels:
Deutschland
- Althoff Grandhotel Schloss Bensberg, Bergisch Gladbach
- Adlon, Berlin
- Bayerischer Hof, München
- Breidenbacher Hof, Düsseldorf
- Brenner’s Park-Hotel, Baden-Baden
- Dom-Hotel, Köln
- Falkenstein Grand, Falkenstein
- Grand Hotel Heiligendamm
- Grand Hotel Taschenbergpalais, Dresden
- Hotel Atlantic, Hamburg
- Hotel Excelsior, Köln
- Hotel Nassauer Hof, Wiesbaden
- Hotel Vier Jahreszeiten, Hamburg
- Hotel Vier Jahreszeiten, München
- Mandarin Oriental, München
- The Regent Berlin (2004–2024)
- Steigenberger Grandhotel & Spa Petersberg, Königswinter
- Steigenberger Icon Grandhotel Handelshof, Leipzig
- The Charles Hotel, München
- The Ritz-Carlton, Berlin
- Villa Kennedy, Frankfurt am Main

Österreich
- Hotel Imperial, Wien
- Hotel Sacher, Wien
- Hotel Bristol, Wien
- Grand Hotel Wien
- Hotel Panhans, Semmering
- Südbahnhotel, Semmering

Schweiz
- Baur au Lac, Zürich
- Beau-Rivage, Genf
- Beau-Rivage Palace, Lausanne
- Grandhotel Giessbach, Brienz
- Les Trois Rois, Basel
- The Dolder Grand, Zürich
- Tschuggen Grand Hotel, Arosa
- Victoria-Jungfrau Grand Hotel, Interlaken
- Widder Hotel, Zürich